# Вас только что в’ли в ж’у
«Вас только что в’ли в ж’у» (англ. You Got F'd in the A) — 4-й эпизод 8-го сезона (№ 115) сериала «Южный Парк», премьера которого состоялась 7 апреля 2004 года. Название эпизода является эвфемизмом от «You got fucked in the ass» (рус. Вас только что выебали в жопу); под таким названием эпизод также широко известен. До недавнего времени на официальном сайте сериала название эпизода значилось как «You Got F*cked in the Ass». Своё название серия получила в честь фразы, которую Картман в одной из сцен говорит обидчикам.

## Сюжет
К Стэну, Кайлу, Картману и Кенни, играющим в машинки, неожиданно подходят ребята с магнитофоном и демонстрируют своё умение танцевать под музыку. Закончив, пришельцы смеются над друзьями и говорят, что их «сделали». Удивлённые Стэн, Кайл, Эрик и Кенни приходят к Шефу и рассказывают об этом; тот необычайно встревожен и обзванивает всех родителей. Дома Рэнди за обедом даёт Стэну указание в следующий раз ответить «обидчикам» и учит его танцевать под песню Билли Рэя Сайруса «Achy Breaky Heart».
Вскоре ребята снова сталкиваются с танцорами на улице. На этот раз Стэн им отвечает, как его научил отец, благодаря чему завоёвывает восторг собравшейся публики и «делает» противников. Те заявляют, что «всё только началось», подразумевая, что предстоит крупный танцевальный конкурс-реванш. Дома Шерон ругает Рэнди за то, что он втянул сына в такое, хотя он мог бы просто не отвечать приставшим пришельцам. Рэнди приходит к тренеру противников Стэна, чтобы по-хорошему отговорить его от соревнования, однако тот танцует сам и «делает» Рэнди, из-за чего он попадает в больницу.
Решив, что Кайл, Эрик и Кенни в качестве танцоров никуда не годятся, Стэн решает собрать свою танцевальную команду. Туда приходят лидер готов Майкл, одна из девочек-«изюминок», мальчик, являющийся лучшим в городе игроком в Dance Dance Revolution, и утка местного фермера, умеющая переминаться с ноги на ногу под кантри-песенки («You’ll do a line and I’ll do a line, honeeey» и «You’ll snort K and I’ll snort K, honeeey»). Шеф решает тренировать команду, однако понимает, что работа предстоит огромная.
Стэн узнаёт, что Баттерс несколько лет тому назад победил в конкурсе танцоров чечётки, и приглашает его в команду. Однако тот воспринимает это болезненно и наотрез отказывается. Он вспоминает события того дня: во время финала с его ноги слетел ботинок и сбил прожектор, который упал на зрителя и убил его. Это привело к панике в зале, что повлекло за собой ещё несколько смертей. Итого Баттерс оказался виновен в смерти одиннадцати человек (восемь, среди которых была беременная девушка, скончались в зале, после чего два родственника погибших покончили с собой).
Настаёт день конкурса, посмотреть на который собирается огромное количество народа. Противники Стэна танцуют и ждут ответного танца; однако в последний момент утка подворачивает ногу. Ей на замену неожиданно приходит Баттерс; команда Стэна танцует, Баттерс начинает бить чечётку, с его ноги снова слетает ботинок и попадает в прожектор, который падает и убивает всю команду противников вместе с тренером. Саут-Парк празднует победу, а Баттерс в ужасе — его кошмар повторился.

## Пародии
- События эпизода пародируют фильм 2004 года «Танцы улиц» (англ. You Got Served).
- Гибели людей из-за ботинка Баттерса повторяют эпизоды из различных известных фильмов:
  - мужчина, убитый упавшим прожектором, — из «Пункта назначения» (подобная сцена есть также в фильме «Лицо со шрамом»).
  - женщина, убитая током от электрического прибора, лежащего на трупе её мужа — из «Кэрри»;
  - умирающий человек, подбирающий собственные внутренние органы, — из «Спасти рядового Райана»;
  - люди, разрезанные тросом надвое, — из «Корабля-призрака»;
- Финальные кадры эпизода повторяют концовку фильма ужасов «Зловещие мертвецы 2».
- Сцена, в которой Стэн уговаривает Баттерса танцевать с ними, пародирует фильм «Пункт назначения 2».
- В той же сцене Баттерс играет с кубиками «Leggos!» — пародия на LEGO.